# Wolf Dreifuss

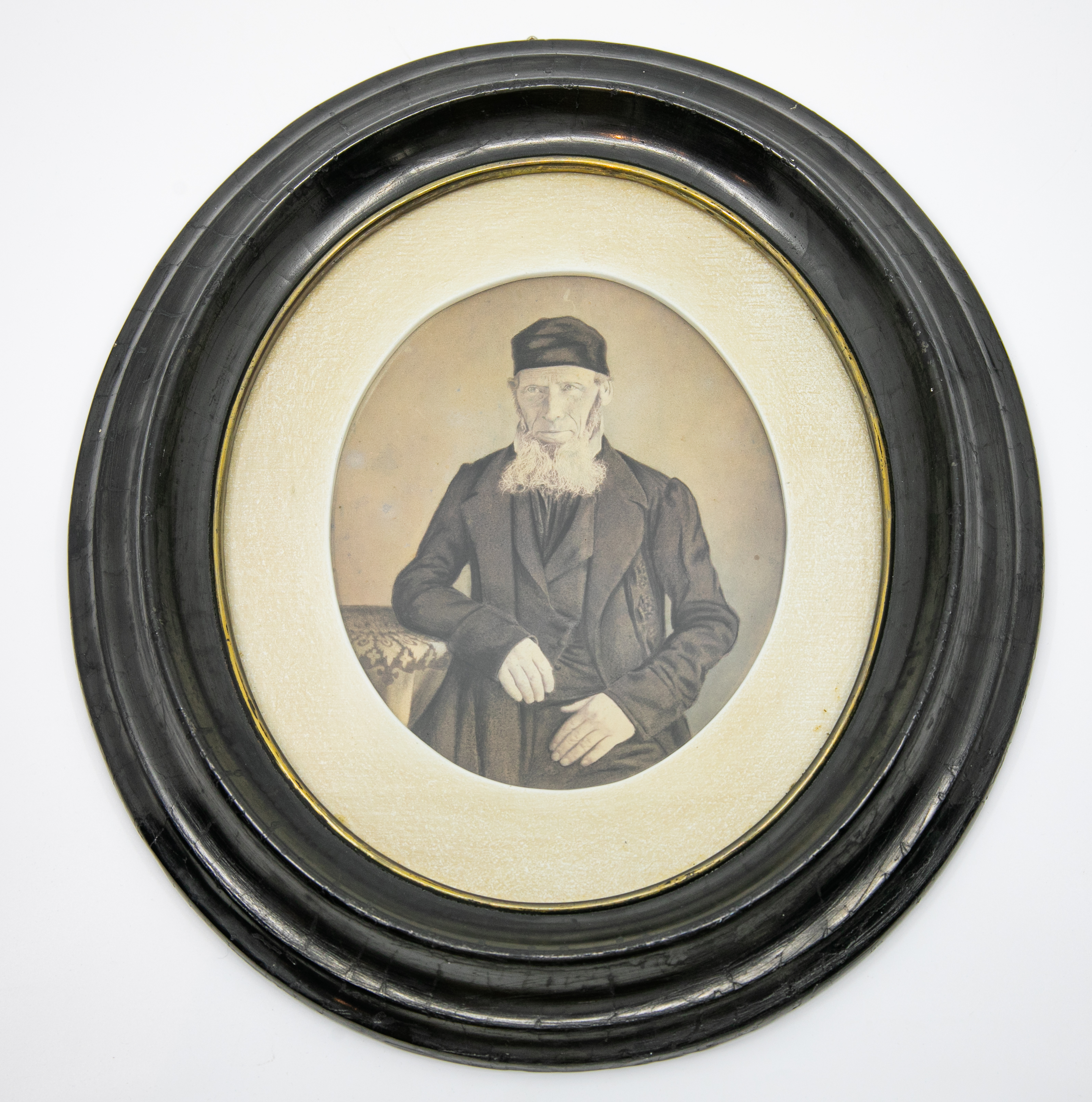
Porträt des Rabbiners Wolf Dreifuss (1782–1860) aus dem 19. Jahrhundert, in der Sammlung des Jüdischen Museums der Schweiz.

Wolf Dreifuss (geb. 17. August 1782 in Endingen; gest. 29. Mai 1860 in Lengnau) war ein Rabbiner, der eine wichtige Rolle in der jüdischen Gemeinschaft des Aargau spielte.

## Frühes Leben und Ausbildung
Dreifuss wurde als Sohn des Gemeindevorstehers Leopold und der Dusina Levi, geborene Guggenheim, aus Tiengen, Deutschland, geboren. Seine traditionelle höhere jüdische Ausbildung prägte seine geistige Entwicklung.

## Rabbinische Tätigkeit
Im Jahr 1813 begann er seine Tätigkeit als Talmudlehrer und übernahm später das Amt des Rabbiners. Von 1823 bis 1831 war er Rabbiner in Lengnau und von 1831 bis 1834 in Endingen tätig.

## Standpunkte und Einfluss
Rabbiner Dreifuss galt als Verfechter altjüdischer Frömmigkeit und stand moderneren Strömungen der Orthodoxie skeptisch gegenüber. Er lehnte eine umfassendere weltliche Bildung sowie eine Modernisierung des jüdischen Schulwesens und Reformen der jüdischen Liturgie ab.

## Rückversetzung nach Lengnau
Aufgrund des Drängens fortschrittlich gesinnter Juden aus Endingen wurde er 1834 nach Lengnau zurückversetzt. Der Konflikt um seine Position verdeutlichte, dass bereits in den 1830er Jahren die Debatte um die Modernisierung des Judentums in entlegene ländliche Gemeinden vorgedrungen war.

## Vermächtnis und Beerdigung
Bei der Beerdigung von Rabbiner Dreifuss hielt David Josua Guggenheim neben Oberlehrer Bernheim eine Trauerrede. An der Bestattung nahmen mehr als 500 Menschen teil, was von der Wertschätzung und dem Respekt zeugte, den er in der jüdischen Gemeinschaft genoss.